# Onno Wijnands
Dirk Onno Wijnands (1945-1993) was een Nederlandse botanicus. Hij was ook wel bekend als D.O. Wijnands en D. Onno Wijnands, de namen waaronder hij publiceerde. Hij studeerde biologie aan de Universiteit van Amsterdam. Zijn eerste betrekking als botanicus was bij de Hortus Botanicus Amsterdam. Hier was hij tussen 1969 en 1977 wetenschappelijk medewerker.
Van 1977 tot aan zijn dood in 1993 was hij beheerder van de Botanische Tuinen Wageningen. Op 21 september 1983 promoveerde hij aan de Landbouwhogeschool Wageningen op het proefschrift The botany of the Commelins. Hij was tevens verbonden aan de leerstoelgroep Biosystematiek van eerst de Landbouwhogeschool, en later de voortzetting daarvan als de Landbouwuniversiteit Wageningen.
Wijnands was geïnteresseerd in de geschiedenis van de plantkunde. De website over het George Clifford Herbarium is voor een groot deel gebaseerd op zijn gepubliceerde en ongepubliceerde werk. In 1986 nam Wijnands samen met het bestuur van de Stichting Hugo de Vries-Fonds het initiatief tot het schrijven van een boek over de geschiedenis van de Hortus Botanicus Amsterdam. Samen met Johannes Heniger en Erik Zevenhuizen stortte hij zich op het schrijven van dit boek. Het boek was in een ver gevorderd stadium toen Wijnands op 10 september 1993 onverwachts overleed. In 1994 verscheen het boek onder de titel Een sieraad voor de stad: de Amsterdamse Hortus Botanicus: 1638-1993 bij Amsterdam University Press.
Wijnands was als Fellow of the Linnean Society lid van de Linnean Society of London. Na zijn dood werd hij als beheerder van de Botanische Tuinen Wageningen opgevolgd door Jan Just Bos.

## Selectie van publicaties
- Een sieraad voor de stad: de Amsterdamse Hortus Botanicus: 1638-1993, D.O. Wijnands, E.J.A. Zevenhuizen, J. Heniger, Amsterdam University Press (1994); ISBN 9053560483
- Geneesmiddelen uit planten, D.O. Wijnands [et al.], Stichting Bio-Wetenschappen en Maatschappij, Utrecht (1993); ISBN 9073196132
- The botany of the Commelins: a taxonomical, nomenclatural and historical account of the plants depicted in the Moninckx Atlas and in the four books by Jan and Caspar Commelin on the plants in the Hortus Medicus Amstelodamensis, 1682-1710 (proefschrift), D.O. Wijnands, Balkema (1983), ISBN 9061912628
- Paradisus batavus: bibliographie van plantencatalogi van onderwijstuinen, particuliere tuinen en kwekerscollecties in de Noordelijke en Zuidelijke Nederlanden (1550-1839), J. Kuijlen, D.O. Wijnands (1983); ISBN 9022008312
- The Identity of Athanasia crenata (L.) L., D. Onno Wijnands, in Taxon, volume 32, nummer 2 (mei 1983), pagina's 302-303
- The origins of Clifford's Herbarium, D.O. Wijnands. & J. Heniger, in Botanical Journal of the Linnean Society 106: 129-146 (1991)
- The double-flowered Caltha palustris, D. Onno Wijnands, in Euphytica volume 73, nummer 3 (januari 1993)
- Nomenclatural Aspects of the Plants Pictured by Jan and Caspar Commelin with Three Proposals to Conserve or Reject , D. Onno Wijnands, in Taxon, volume 34, nummer 2 (mei 1985), pagina's 307-315
- Typification and Nomenclature of Two Species of Sansevieria (Agavaceae), D.O. Wijnands, in Taxon, volume 22, nummer 1 (februari 1973), pagina's 109-114